# Pržno (okres Frýdek-Místek)
Obec Pržno (německy Prschno) se nachází v okrese Frýdek-Místek v Moravskoslezském kraji. Žije zde přibližně 1 100 obyvatel.
Ve vzdálenosti 3 km jižně leží město Frýdlant nad Ostravicí, 8 km severně město Frýdek-Místek, 14 km jihozápadně město Frenštát pod Radhoštěm a 16 km západně město Kopřivnice.

## Název
Jméno Pržno je od původu tvar přídavného jména od praslovanského základu pьrg-, jehož pokračování se objevuje ve dvou významech: 1) ve východomoravském nářečním prkliť, pŕliť nebo srbochorvatském pržiti – „pálit“, 2) v polském piarg – „štěrk“, slovinském pržina – „písek“. Jméno vesnice tedy původně označovalo buď sluncem vyprahlé nebo štěrkovité, písčité místo.

## Historie
První písemná zmínka o obci pochází z roku 1573.

## Galerie

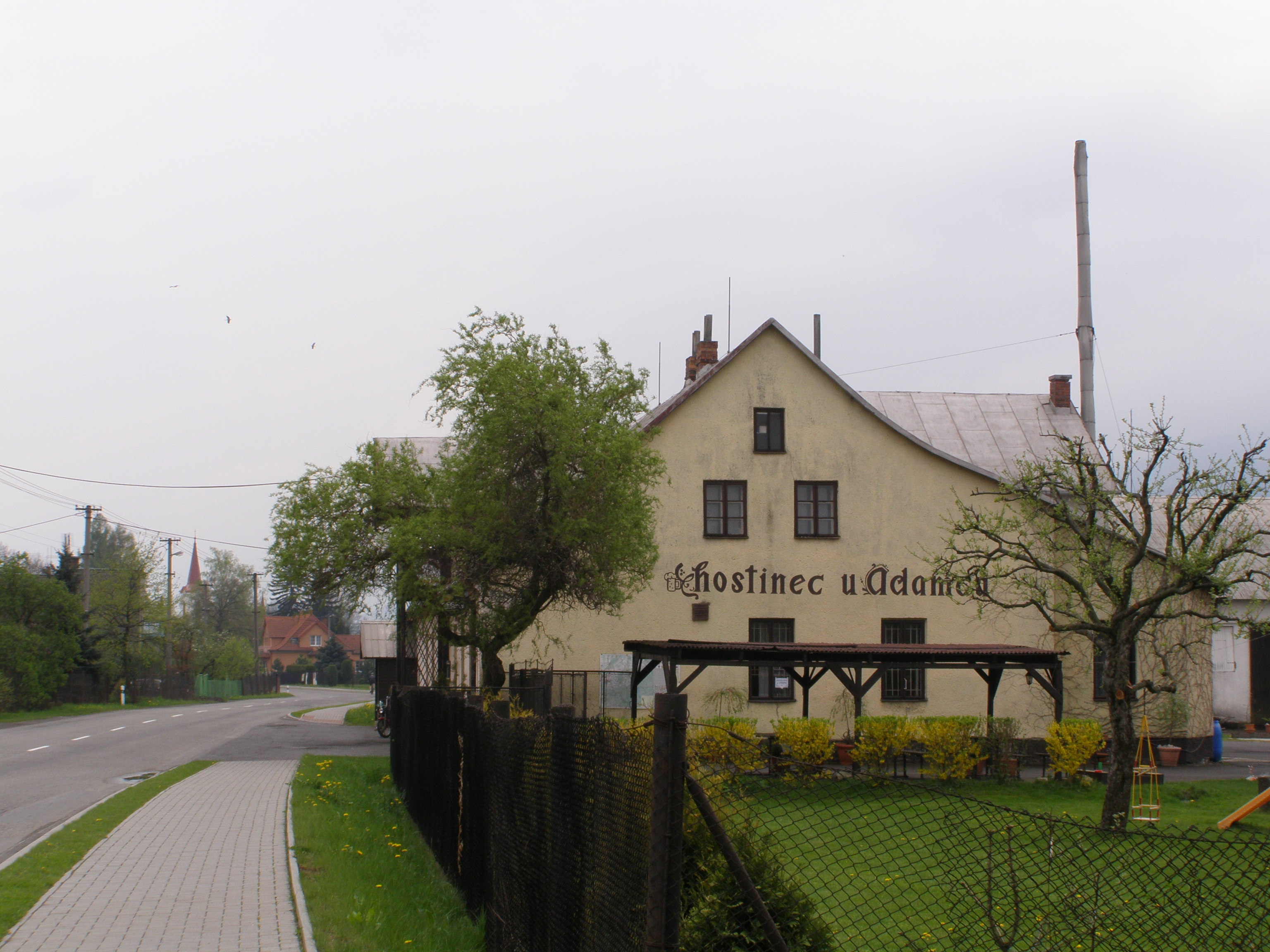
Hostinec U Adamců
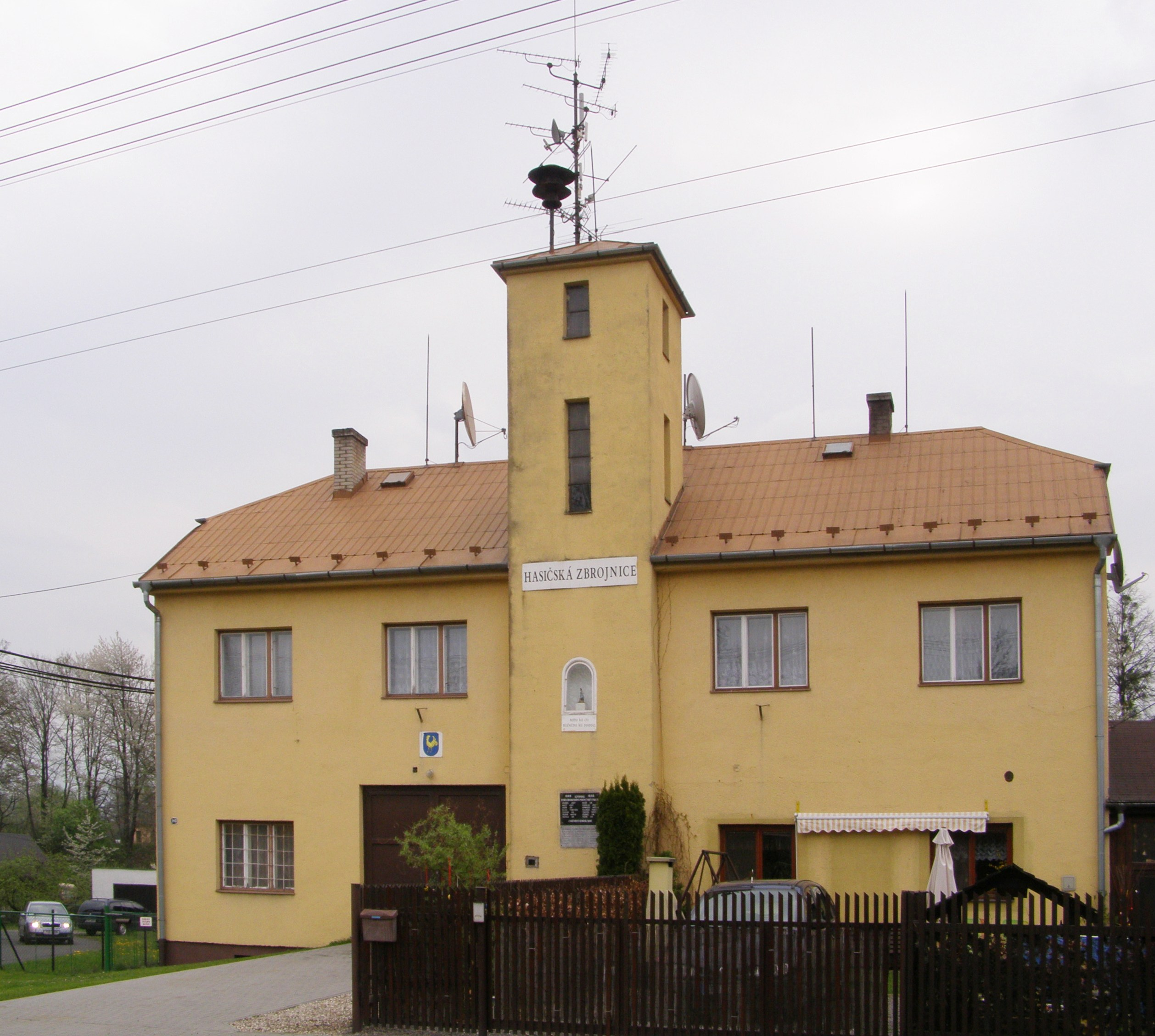
Hasičská zbrojnice
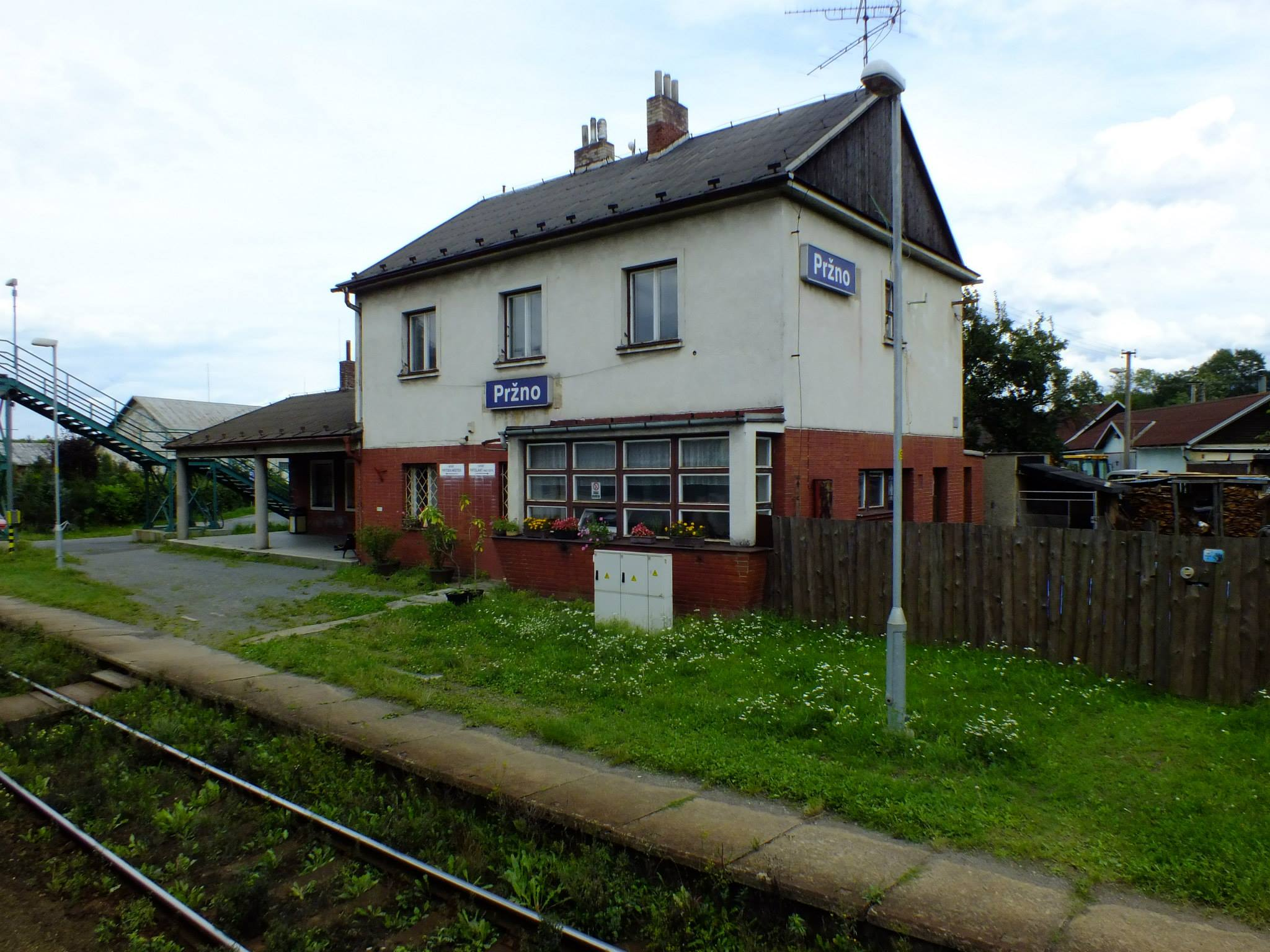
Železniční stanice

## Obyvatelstvo

Věková struktura obyvatel obce Pržno roku 2011